# فرانسيسكو أوفا
فرانسيسكو أوفا (مواليد 16 مايو 1904) هو مبارز بالسيف برتغالي، مثّل بلاده في الألعاب الأولمبية الصيفية 1952.

## روابط خارجية
فرانسيسكو أوفا على موقع أوليمبيديا (الإنجليزية)